# Verő László (geofizikus)
Verő László (Sopron, 1940–) geofizikus, a Magyar Állami Eötvös Loránd Geofizikai Intézet munkatársa.

## Életrajz
1964-ben kapta geofizikus diplomáját az Eötvös Loránd Tudományegyetem Természettudományi Karán. Első – és egyetlen – munkahelye a Magyar Állami Eötvös Loránd Geofizikai Intézet (ELGI). Terepi észlelőtől témavezetőig terjedő munkakörben vett részt az Alföld mélyszerkezetének geoelektromos mélyszondázásokkal való kutatásában (flis-öv, Nyírség, Makói-árok, Békési-medence), a Dunántúli-középhegység geoelektromos kutatásában (ehhez műszert is épített, GE-23), majd a közvetett és közvetlen (gerjesztett polarizációs) érckutató mérésekben a Mátrában, a Börzsönyben, a Rudabányai-hegységben. Az Irakban (1975), majd Kanadában (1980), a Torontói Egyetemen töltött egy-egy év után módszer- és műszerfejlesztés lett a feladata, nemzetközi kapcsolatokkal kiegészítve. 1990-ben lett a Geoelektromos és Gravitációs Főosztály vezetője, 1993-ban pedig az ELGI tudományos igazgatóhelyettese. 2003-ban ment nyugdíjba. 2007-ben első díjat nyert az angol–magyar elektronikus geofizikai szótár elkészítésére kiírt pályázaton.

## Tudományos eredmények
A meglehetősen változatos területeken elért eredményei közül földtudományi szempontból az Alföld mélyszerkezete számos új elemének feltárása, például a Makói-árok 5000 m-t meghaladó mélységének meghatározása, a közepes mélységek geoelektromos kutatásához szükséges műszerek megteremtése, a gerjesztett polarizációs módszer bevezetése és fejlesztése, például a Mátrában végzett mérések földtani értelmezésének megalapozása a legfontosabb. Másféle szempontokból a Marquardt-algoritmus használatba vétele, a műszerexport felfuttatása, az ELGI megszüntetésére irányuló törekvések kivédése, végül az intézeti minőségbiztosítási rendszer bevezetése volt jelentős. Mindez természetesen nem egyedül, hanem munkatársaival közösen elért eredmény.
Publikációi főleg hazai folyóiratokban, könyvekben jelentek meg, de társszerzője az Egyesült Államokban és Németországban kiadott könyv egy-egy fejezetének is. Meghívott oktatója volt az Eötvös Loránd Tudományegyetemnek és a Budapesti Műszaki és Gazdaságtudományi Egyetemnek. Számos kollégája munkájának publikálását segítette fordítással, de fordított gimnáziumi tankönyvet és gazdaságtudományi könyvet is.

## Hazai és nemzetközi tisztségek
A Magyar Geofizikusok Egyesületének 1964 óta tagja, 1990 után az akkor bevezetett hároméves alelnök-elnök-alelnök tisztséget töltötte be, majd két, hároméves cikluson át titkár volt. Megalakulása óta résztvevője, majd vezetője is volt a határon túli magyar földtudományi szakemberek találkozóit szervező HUNGEO-nak. Tagja volt a European Association of Exploration Geophysicists-nek és az egyesült államokbeli Society of Exploration Geophysicists-nek, az előbbiben két cikluson át volt a Szakmai Programbizottság vezetője. Volt némi szerepe abban, hogy az EAEG egyik kitüntetése ma már Eötvös Loránd nevét viseli.

## Elismerések
- Kiváló Ifjú Mérnök műszerfejlesztő tevékenységéért
- elnöki dicséret a földtani kutatásokban való részvételéért
- Földtani Kutatás Kiváló Dolgozója kitüntetést, az ELGI-től pedig
- Pro Geophysica-emlékérem
- Renner János-emlékérem (2002)
- MTESZ emlékérem
- MTESZ-díj